# Кадошкінський район
Кадо́шкінський район (рос. Кадошкинский район, ерз. Кадонь буе) — муніципальне утворення в Росії, у складі Республіки Мордовії.
Адміністративний центр — селище міського типу Кадошкіно.

## Населення
Населення району становить 6587 осіб (2019, 7970 у 2010, 9484 у 2002).

## Адміністративно-територіальний поділ
На території району 1 міське поселення та 5 сільських поселень:
| Поселення                          | Площа, км² | Населення, осіб (2002) | Населення, осіб (2010) | Населення, осіб (2019) | Центр         | Населені пункти |
| ---------------------------------- | ---------- | ---------------------- | ---------------------- | ---------------------- | ------------- | --------------- |
| Кадошкінське міське поселення      | 129,34     | 5035                   | 4744                   | 4130                   | Кадошкіно     | 6               |
| Адашевське сільське поселення      | 36,79      | 783                    | 651                    | 435                    | Адашево       | 1               |
| Великополянське сільське поселення | 39,94      | 723                    | 565                    | 463                    | Велика Поляна | 2               |
| Латишовське сільське поселення     | 79,73      | 837                    | 686                    | 553                    | Латишовка     | 4               |
| Пайовське сільське поселення       | 51,89      | 1025                   | 669                    | 512                    | Пайово        | 2               |
| Пушкінське сільське поселення      | 274,95     | 1081                   | 655                    | 494                    | Пушкіно       | 6               |

- 27 листопада 2008 року ліквідовано Картлейське сільське поселення, його територія увійшла до складу Латишовського сільського поселення[4].
- 12 березня 2009 року ліквідовано Високинське сільське поселення, його територія увійшла до складу Кадошкінського міського поселення, ліквідовано Інсарське сільське поселення, Нагаєвське сільське поселення та Сіалеєвсько-Майданське сільське поселення, їхні території увійшли до складу Пушкінського сільського поселення[5].
- 24 квітня 2019 року ліквідовано Глушковське сільське поселення, його територія увійшла до складу Пайовського сільського поселення[6].

## Найбільші населені пункти
Найбільші населені пункти з чисельністю населення понад 1000 осіб:
| № | Населений пункт | Населення, осіб (2002) | Населення, осіб (2010) |
| - | --------------- | ---------------------- | ---------------------- |
| 1 | Кадошкіно       | 4 874                  | 4 704                  |